# Heidelinde Pfaffenbichler
Heidelinde Pfaffenbichler, auch Heidi Pfaffenbichler-Oberhauser und Heidelinde Theresina, (* 1972 in Wien) ist eine österreichische Schauspielerin.

## Leben
Heidelinde Pfaffenbichler erhielt eine Ausbildung an der Hochschule für Musik und darstellende Kunst in Wien und an den Performing Arts Studios Vienna, die Bühnenreifeprüfung der Paritätischen Kommission legt sie 1997 ab.
Seit 1996 war sie unter anderem an den Wiener Kammerspielen, am Theater in der Josefstadt, am Rabenhof Theater, am Wiener Volkstheater, am Ronacher, am Wiener Metropol, am Schillertheater Berlin und am Theater am Kurfürstendamm, am Nationaltheater Mannheim und am Landestheater Niederösterreich zu sehen. Unter anderem verkörperte sie die Rolle der Steffi in Saison in Salzburg, Marie Bernfeld in Die Bernfeld Revue, die Titelrolle in Rotkäppchen und Die Hl. Johanna, Romy Schneider in Romy, Egon, Ludwig, Leni Riefenstahl in Höllischer Himmel, Marilyn Monroe in Bedeutende Leute und Stephanie in der Bühnenfassung von Die Kaktusblüte.
In den Kinofilmen Echte Wiener – Die Sackbauer-Saga und Echte Wiener 2 – Die Deppat’n und die Gspritzt’n war sie in der Rolle der Lisa Blahovec zu sehen. 2016 stand sie für Dreharbeiten zur Tatort-Folge Virus unter der Regie von Barbara Eder vor der Kamera.
Heidi Pfaffenbichler-Oberhauser war mit dem Schauspieler und Kabarettisten Martin Oberhauser verheiratet.

## Filmografie (Auswahl)
- 1998: Die Bräute
- 2000: Oh, Baby / Zwei Frauen, ein Mann und ein Baby (Fernsehfilm)
- 2000: Tatort: Der Millenniumsmörder (Fernsehreihe)
- 2000: Julia – Eine ungewöhnliche Frau (Fernsehserie, Episoden Freiheit und Beugehaft)
- 2001: Sinan Toprak ist der Unbestechliche – Taipan
- 2001: Die Windsbraut / Bride of the Wind
- 2002: Schlosshotel Orth (Fernsehserie, Episoden Verstimmungen und Spekulationen)
- 2002: Aus.schluss (Kurzfilm)
- 2005: Die Spur im Schnee
- 2005: Die Rosenheim-Cops – Werbung für eine Leiche (Fernsehserie)
- 2005–2022: SOKO Donau/SOKO Wien (Fernsehserie, verschiedene Rollen)
  - 2005: Abgetaucht
  - 2011: Der Trojaner
  - 2017: Der Finger am Abzug
  - 2022: Kreuzmordrätsel
- 2006: Lilly Schönauer – Die Stimme des Herzens (Fernsehreihe)
- 2008: Echte Wiener – Die Sackbauer-Saga
- 2010: Sister (Kurzfilm)
- 2010: Echte Wiener 2 – Die Deppat’n und die Gspritzt’n
- 2011: Schnell ermittelt – Karl Esch (Fernsehserie)
- 2011: Das Glück dieser Erde – Lena
- 2011: Vorstellungsgespräche (Kurzfilm)
- 2012: Stalemate (Kurzfilm)
- 2015: Am Ende des Sommers (Fernsehfilm)
- 2015: Der nackte Wahnsinn (Fernsehfilm)
- 2017: Tatort: Virus (Fernsehreihe)
- 2019–2023: Walking on Sunshine (Fernsehserie)
- 2019: Vienna Blood – Die letzte Séance (Fernsehreihe)